# Monastère de Philotheou
Le monastère de Philotheou (en grec moderne : Φιλοθέου) est un des vingt monastères orthodoxes de la communauté monastique du mont Athos, dont il occupe la 12e place dans le classement hiérarchique.
Il est situé au sud-est de la péninsule, et est dédié à l'Annonciation, fête votive le 25 mars (7 avril).
En 1990, il comptait 79 moines.

## Histoire
Le monastère a été fondé au Xe siècle par Saint Philothée.